# Наумов, Владлен Васильевич
Владлен Васильевич Наумов (3 октября 1935, Ленинград — 28 мая 2014, Санкт-Петербург) — советский офицер-подводник, контр-адмирал, участник Карибского кризиса в должности штурмана подводной лодки Б-36.

## Биография
Родился 3 октября 1935 года в г. Ленинграде. Отец — Василий Георгиевич Наумов, редактор многотиражной газеты «Электросила», во время войны вступил во 2-ю дивизию народного ополчения, погиб в 1941 году на Лужском рубеже. Мать — Мария Людвиговна Наумова, погибла в 1943 году в эвакуации на станции Нерехта. Воспитывался в Нахимовском училище. В 1947 году в канун 30-летия Октябрьской революции принимал участие в параде на Красной площади в строю Ленинградского нахимовского училища. Морскую службу начал в 1953 году. Более трех десятилетий прослужил на подводных лодках.

### Военное образование
- 1945—1953 — Ленинградское нахимовское военно-морское училище,
- 1953—1957 — Высшее военно-морское училище подводного плавания,
- 1968—1969 — Высшие специальные офицерские классы ВМФ (окончил с отличием),
- 1985 — Военно-морская академия им. А. А. Гречко (заочно).

### Воинская служба
- 1957—1959 — командир рулевой группы подводной лодки С-178 проекта 613 125-й бригады 10-й дивизии подводных лодок Тихоокеанского флота.
- 1959—1961 — командир рулевой группы подводной лодки Б-116 проекта 641 211-й бригады 4-й эскадры подводных лодок Северного флота.
- 1961—1963 — командир штурманской боевой части подводной лодки Б-36 проекта 641 69-й бригады 20-й эскадры подводных лодок Северного флота.
  - В октябре — декабре 1962 года подводная лодка Б-36 (командир А. Ф. Дубивко) в ходе Карибского кризиса совершила поход в Саргассово море в группе с тремя другими подводными лодками 69-й бригады.
- 1963—1966 — командир штурманской боевой части 426-го экипажа АПЛ К-27 проекта 645. Позже в своих интервью В. В. Наумов упоминал аварию 24 мая 1968 года[4].
- 1966—1968 — помощник командира атомной ракетной подводной лодки К-104 проекта 675 7-й дивизии подводных лодок Северного флота.
- 1969—1970 — старший помощник командира атомной ракетной подводной лодки К-125 проекта 675 7-й дивизии 1-й флотилии подводных лодок Северного флота.
- 1970—1973 — командир атомной ракетной подводной лодки К-104.
- 1973—1980 — командир ракетного подводного крейсера стратегического назначения К-182 — головного РПК СН проекта 667БД.
  - В сентябре 1975 году корабль вошел в состав ВМФ, а в декабре — в состав 13-й дивизии 3-й флотилии атомных подводных лодок Северного флота. Участвовал в глубоководном погружении на глубину до 410 метров[1].
  - В 1977 и 1978 годах подводная лодка К-182 завоевывала призы Главкома ВМФ по ракетной подготовке и занимала первое место по ракетной подготовке в ВМФ[3][5].
  - 4 ноября 1977 года кораблю присвоено название «60 лет Великого Октября»[1].
  - В феврале 1978 года экипажу К-182 вручено переходящее Красное знамя Мурманского обкома и облисполкома.
- В ноябре 1979 года Владлену Васильевичу Наумову присвоено звание контр-адмирала.
- 1980—1985 — первый заместитель начальника Высшего военно-морского училища подводного плавания им. Ленинского комсомола.
- 1985—1991 — уполномоченный, с апреля 1990 года — старший уполномоченный балтийской группы Постоянной комиссии Государственной приемки кораблей ВМФ.

### В запасе
С августа 1991 года — в запасе.
После увольнения в запас работал в страховой компании, объединении «Красный треугольник». Принимал участие в работе ветеранских организаций.
Скончался 28 мая 2014 года.

## Награды
Награждён орденом «За службу Родине в Вооруженных Силах СССР» III степени, медалями, медалью Республики Куба.